# Úmluva Organizace spojených národů o mořském právu

Světle zeleně signatáři, tmavě zeleně státy, které smlouvu také ratifikovaly

Pásma mořských vod

Úmluva Organizace spojených národů o mořském právu (zkracováno UNCLOS podle anglického United Nations Convention on the Law of the Sea) je mezinárodní smlouva o mořském právu, která kodifikovala dosavadní mořské obyčejové právo. Byla podepsána 10. prosince 1982 v Montego Bay na Jamajce jako výsledek třetí konference Organizace spojených národů o mořském právu probíhající v letech 1973 až 1982. Účinnosti nabyla 16. listopadu 1994, kdy ji jako šedesátý stát ratifikovala Guyana.
Dohoda kromě jiného definuje jednotlivá pásma mořských vod (pobřežní moře, přilehlá zóna, výlučná ekonomická zóna).
Pro dodržování dohody byla v roce 1994 zřízena mezinárodní organizace Mezinárodní úřad pro mořské dno.

## Signatáři
Celkem ratifikovalo úmluvu již 165 států (a Evropská unie). Mezi významné státy, které ji neratifikovaly, patří Spojené státy americké, které ji ani nepodepsaly. Další státy, které smlouvu ani nepodepsaly, jsou
- přímořské: Eritrea, Izrael, Peru, Sýrie, Turecko a Venezuela
- vnitrozemské: Andorra, Ázerbájdžán, Jižní Súdán, Kazachstán, Kyrgyzstán, San Marino, Tádžikistán, Turkmenistán, Uzbekistán a Vatikán

Řada států smlouvu podepsala, ale dosud neratifikovala:
- přímořské: Kambodža, Kolumbie, Írán, Libye, Salvador, Spojené arabské emiráty
- vnitrozemské. Afghánistán, Bhútán, Burundi, Etiopie, Lichtenštejnsko, Niger, Rwanda, Středoafrická republika

### Česká republika
Mezi původní signatáře smlouvy patřila i Československá socialistická republika. Česká republika smlouvu ratifikovala coby nástupnický stát v roce 1996 a je jí zavázána od 21. července 1996.